# Fundació Escola Cristiana de Catalunya
La Fundació Escola Cristiana de Catalunya (FECC) és una fundació catalana creada l'any 2004, vinculada a l'Església catòlica. El 2005, aplegava 434 escoles on estudiaven 260 000 alumnes.
L'antecessor de la FECC fou el Consell de l'Escola Cristiana de Catalunya, nom que adoptà entre 1977 i 2004, creat pel cardenal Narcís Jubany. A data de 2016 el president era Joan Josep Omella i Omella i el secretari general, Enric Puig i Jofra.
L'Associació Professional Serveis Educatius de Catalunya aplega els titulars de les escoles cristianes de Catalunya que estan associades a la Fundació. És una patronal que com a organisme forma part del Secretariat de l'Escola Cristiana de Catalunya.